# 生田明子
生田 明子（いくた あきこ、1978年9月13日 - ）は、SBC信越放送のアナウンサー 兼 プロデューサー。

## 略歴
兵庫県出身。立命館大学政策科学部卒業後、2001年入社。同期は杉崎美香。2010年4月24日、スキージャンプ選手の山田大起と結婚した。プロデューサーも兼務している。

## 担当番組
SBCラジオ
- 歌のない歌謡曲（『モーニングワイド ラジオJ』内）
- Mixxxxx＋ （パーソナリティ／火曜、プロデューサー）
- サンデーミュージックBOX（2018年4月 - ）
- 坂ちゃんのずくだせえぶりでい（プロデューサー）
- 武田徹のつれづれ散歩道（プロデューサー）
- 3時は!ららら♪（2008年3月31日 - 2016年9月16日）
- ともラジ（2017年4月 - 2018年3月）
- 情報わんさかGOGOワイド!らじ☆カン（2018年4月2日 - 2020年9月、月 - 水曜→火曜担当）